# Bombardier CRJ700
Bombardier CRJ, CRJ900, và CRJ1000 là các loại máy bay thương mại khu vực dựa trên phiên bản thành công Bombardier CRJ200. Máy bay này đã bay biểu diễn tại Hà Nội ngày 10 tháng 9 năm 2007 và tại Thành phố Hồ Chí Minh ngày 11 tháng 9 năm 2007. Hãng hàng không Air Mekong cũng sử dụng loại Bombardier CRJ 900 để làm loại máy bay chủ lực cho các đường bay nội địa của mình.

## Phát triển
Tiếp theo thành công của xê ri CRJ-100/-200, Bombardier đã quyết định tiến hành tiếp việc sản xuất hai biến thể lớn hơn nhằm cạnh tranh với các loại máy bay thương mại nhỏ như Boeing 717, Boeing 737-600, Embraer E-Jets và những loại tương tự.

### CRJ700

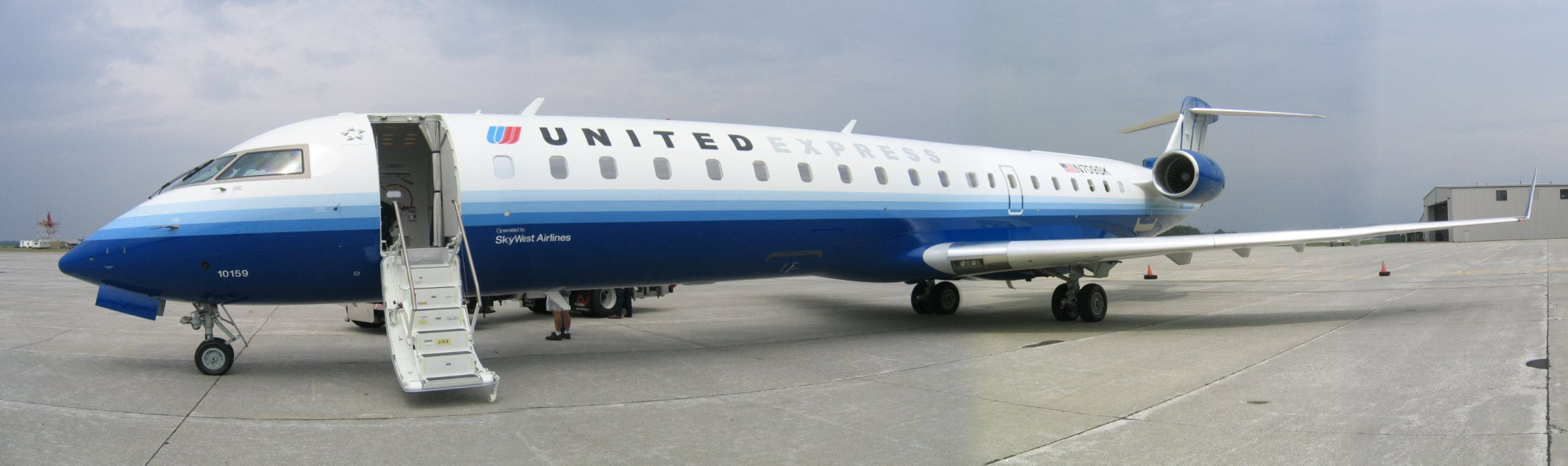
SkyWest-United Express CRJ700

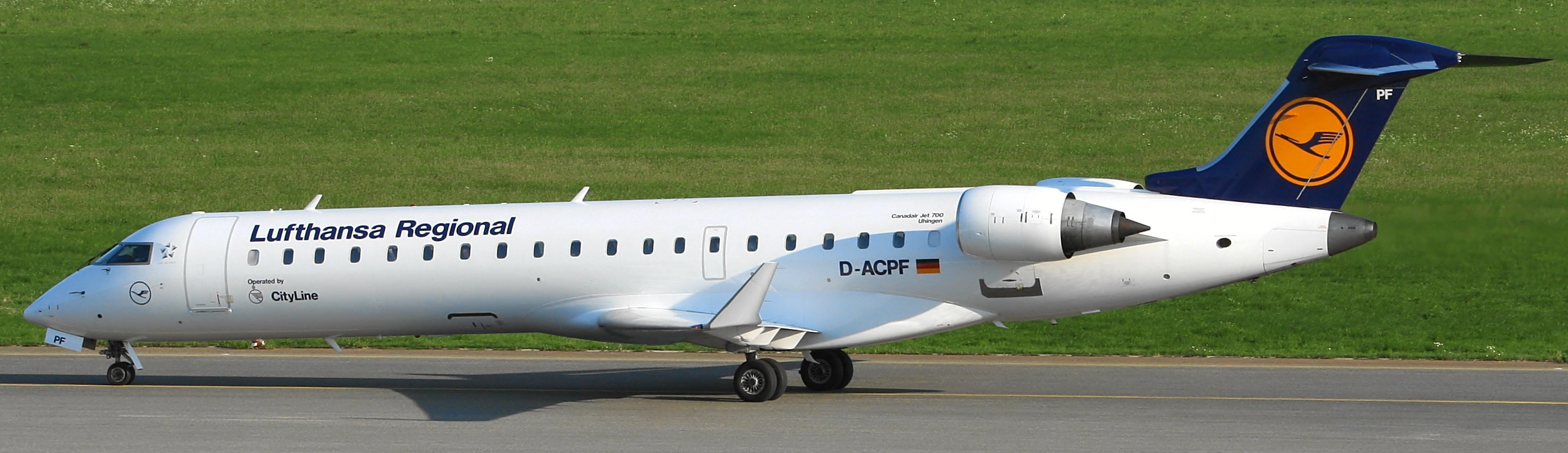
Lufthansa CRJ701ER

Phiên bản mở rộng với 70 chỗ ngồi. CRJ700 được trang bị động cơ CF34-8C1 General Electric. Tốc độ tối đa là Mach 85 với độ cao tối đa là 41.000 foot (12.500 m). Tùy theo tải trọng, CRJ-700 có thể bay xa với một khoảng cách 3600 km với các động cơ hiện nay, và một biến thể mới với các động cơ CF34-8C5 có thể cho phép bay đến 2895 dặm (4660 km). CRJ700 có một cánh mới với gờ cánh mỏng chủ đạo (leading edge slats) và một thân hơi rộng và dài, với sàn được hạ thấp. Những đặc điểm này giúp máy bay có thể chứa được 78 hành khách với một tổ lái cộng thêm hai phi hành đoàn. Chuyến bay đầu tiên được thực hiện năm 1999 và được đưa vào phục vụ năm 2001. Máy bay này cạnh tranh vừa với Embraer 170. CRJ700 có hai biến thể - Series 701 và Series 705.
Series 705 thực ra là CRJ900, với một hạng thương gia và một số ghế ngồi tối đa được giảm bớt cho phép vận hành đối với các hãng hàng không tầm khu vực. Một số hãng hàng không khu vực đã ký hợp đồng với các hãng hàng không lớn có giới hạng công suất hành khách tối đa của máy bay vận hành. Air Canada Jazz là khách hàng đầu tiên của loại máy bay này năm 2005 với loại máy bay được bố trí 10 ghế thương gia và 65 ghế hạng tiết kiệm.
Tháng 8 năm 2006, tổng cộng 260 máy bay CRJ700 (tất cả các biến thể) đang hoạt động trong các hãng hàng không, với 29 đơn hàng chắc chắn nữa. Các hãng vận hành chính loại máy bay này có Lufthansa CityLine (20), American Eagle Airlines (25), Atlantic Southeast Airlines (35), Comair (15), Horizon Air (21), Mesa Airlines (18), PSA Airlines (14), Air Canada Jazz (15), và SkyWest Airlines (57). Có 9 hãng hàng không khác vận hành loại máy bay này nhưng với số lượng ít hơn.

### CRJ1000
Ngày 19 tháng 2 năm 2007, Bombardier đã đưa ra loại CRJ1000, trước đây được đặt tên là CRJ900X, là một phiên bản kéo dài của CRJ900, với tổng số ghế lên đến 100. Loại máy bay này theo kế hoạch sẽ vào hoạt động cuối năm 2009. Bombardier tuyên bố loại máy bay này có tính năng vận hành tốt hơn và khả năng sinh lời trên mỗi ghế cao hơn loại máy bay đối thủ của nó là Embraer E-190.
MyAir đã đặt hàng mua 15 chiếc CRJ-900X được chuyển đổi thành CRJ1000. Atlasjet cũng bày tỏ mối quan tâm loại máy bay mới này. Hiện đã có 38 đơn hàng xác nhận và 23 đơn hàng theo dạng hợp đồng mua bán trước đối với loại máy bay này.

## Các thông số
| Biến thể                                                      | CRJ-700 (Series 701)                                            | CRJ-700 (Series 705)                                           | CRJ-900                                                             | CRJ-1000                                                              |
| ------------------------------------------------------------- | --------------------------------------------------------------- | -------------------------------------------------------------- | ------------------------------------------------------------------- | --------------------------------------------------------------------- |
| Phi hành đoàn                                                 | 4 (2 phi công + tiếp viên)                                      | 4 (2 phi công + tiếp viên)                                     | 4 (2 phi công + tiếp viên)                                          | 4 (2 phi công + tiếp viên)                                            |
| Số ghế ngồi                                                   | 70                                                              | 75                                                             | 86                                                                  | 100-104                                                               |
| Chiều dài Sải cánh Chiều cao                                  | 32,51 m (106 ft 8 in) 23,24 m (76 ft 3 in) 7,57 m (24 ft 10 in) | 36,40 m (119 ft 4 in) 24,85 m (81 ft 6 in) 7,51 m (24 ft 7 in) | 36,40 m (119 ft 4 in) 24,85 m (81 ft 6 in) 7,51 m (24 ft 7 in)      | 39,13 m (128 ft 4,7 in) 26,18 m (85 ft 10.6 in) 7,13 m (23 ft 4.8 in) |
| Động cơ (2x) Công suất đẩy lúc cách cánh (2x) Thrust APR (2x) | GE CF34-8C1 56.,4 kN (12.670 lbf) 61,3 kN (13.790 lbf)          | GE CF34-8C5 58,4 kN (13.123 lbf) 63.4 kN (14.255 lbf)          | GE CF34-8C5 58,4 kN (13.123 lbf) 63.4 kN (14.255 lbf)               | GE CF34-8C5A1 60.63 kN (13.630 lbf)                                   |
| Trọng lượng lúc không chứa nhiên liệu tối đa (ZFW)            | 28.801 kg (63.495 lb)                                           | 31.751 kg (70.000 lb)                                          | 31.751 kg (70.000 lb)                                               | 35.154 kg (77.500 lb)                                                 |
| Trọng lượng tải trọng tối đa                                  | 8.527 kg (18.800 lb)                                            | 10.319 kg (22.750 lb)                                          | 10.319 kg (22.750 lb)                                               | 12.156 kg (26.800 lb)                                                 |
| Tầm bay xa tối đa                                             | 3.121 km (1.939 mi) ER: 3.676 km (2.284 mi)                     | 3.591 km (2.231 mi) ER/LR: 3.773 km (2.344 mi)                 | 2.956 km (1.837 mi) ER: 3.408 km (2.117 mi) LR: 3.660 km (2.274 mi) | 2.761 km (1.491 mi) ER: 3.131 km (1.691 mi)                           |
| Tốc độ bay tiết kiệm xăng cơ bản                              | Mach.78 (km/h, 503 mph)                                         | Mach.78 (km/h, 503 mph)                                        | Mach.80 (km/h, 521 mph)                                             | Mach.82 (km/h, 545 mph)                                               |
| Trần bay                                                      | 12.496 m (41.000 ft)                                            | 12.496 m (41.000 ft)                                           | 12.496 m (41.000 ft)                                                | 12.496 m (41.000 ft)                                                  |
| Số lượng đơn hàng                                             | 253                                                             | 168*                                                           | 168*                                                                | 38 23 Options                                                         |
| Ngày nhận chứng chỉ                                           | 12/2000                                                         | 9/2002                                                         | 9/2002                                                              | Quý 4 năm 2009                                                        |

- Thông tin về CRJ-1000 có thể thay đổi.
- Number of Orders for series 705 and CRJ-900 are combined.

CRJ-700:
Kích thước:
Diện tích cánh (net) 	760 ft2 	70,61 m2
Đường kính thân tối đa 	8 ft 10 in 	2,69 m
Turning Circle 	75 ft 	22,86 m
CRJ-900
Kích thước:
Diện tích cánh (net) 	760 ft2 	70.61 m2
Height overall 	24 ft 7 in 	7,51 m

## Nội dung liên quan

### Máy bay tương tự
- ACAC ARJ21
- Antonov An-148
- BAe 146
- Embraer ERJ 145 family
- Embraer E-Jets
- Fairchild-Dornier 328JET
- Fairchild-Dornier 528
- Sukhoi Superjet 100
- Danh sách máy bay dân sự

Bản mẫu:Bombardier